# Spathacanthus
Spathacanthus, biljni rod iz porodice primogovki smješten u podtribus Graptophyllinae, dio tribusa Justicieae, potporodica Acanthoideae. Sastoji se od 4 vrste iz Meksika i Srednje Amerike 

## Opis
Spathacanthus je mezoamerički rod koji se javlja u tropskim i umjerenim regijama od južnog Meksika do Kostarike; njegova taksonomija nije ažurirana dva desetljeća.
To je mali je rod grmlja i drveća; biljke su prepoznatljive među mezoameričkim Acanthaceae po tome što imaju vrlo velike kapsule i sjemenke, a obje su među najvećima poznatima u porodici. Rod se sastoji od četiri vrste rasprostranjene u vlažnim do mokrim šumama Meksika i Srednje Amerike. U Meksiku je rod zastupljen s tri autohtone vrste. Dvije od njih obradio je Daniel (1995) – Spathacanthus hahnianus Baill. i S. parviflorus Leonard – a nastanjuju i Gvatemalu, dok je S. hahnianus stigao do Hondurasa. Spathacanthus magdalenae Cast.-Campos nedavno je otkriven u obalnoj šumi u Veracruzu (Castillo-Campos et al. 2013). U međuvremenu, Spathacanthus hoffmannii Lindau je ograničen na Kostariku (Lindau 1895a). Iako je trenutačno prihvaćeno da rod pripada potporodici Acanthoideae, plemenu Justicieae, lozi Pseuderanthemum (McDade et al. 2000.), njegovi generički odnosi još nisu riješeni, a točan smještaj roda Spathacanthus nije temeljito procijenjen.

## Vrste
1. Spathacanthus hahnianus Baill., tip.
2. Spathacanthus hoffmannii Lindau, endem iz Kostarike
3. Spathacanthus magdalenae Cast.-Campos
4. Spathacanthus parviflorus Leonard